# Tserkvas en bois de la région des Carpates en Pologne et en Ukraine
Les Tserkvas en bois de la région des Carpates en Pologne et en Ukraine sont un ensemble de 16 églises en bois (Церква : tserkva signifie « église » en ukrainien) greco-catholiques ou orthodoxes situées dans le nord des Carpates, correspondant au sud de la Pologne et à l'ouest de l'Ukraine, et inscrites sous ce nom au patrimoine mondial de l'UNESCO en 2013. Elles ont été construites ou reconstruites entre le XVIe et le XIXe siècle. De telles églises en bois, matériau localement abondant, sont en fait typiques de la chaîne des Carpates non seulement en Pologne et en Ukraine, mais aussi en Slovaquie et en Roumanie. Elles ont été inscrites, en ordre dispersé, au patrimoine mondial de l'UNESCO, en 1999 pour la Roumanie, en 2003 pour la Pologne et en 2008 pour la Slovaquie.

## Localisation
| Localisation de la Pologne en Europe · Brunary · Chotyniec · Kwiatoń · Owczary · Powroźnik · Radruż · Smolnik · Turzańsk |
| Localisation de la Pologne en Europe                                                                                     |

| Localisation de la Pologne en Europe |

| Localisation de l'Ukraine en Europe · Matkiv · Potelych · Jovkva · Drohobytch · Rohatyn · Oujok · Nijni Verbij · Yasinia |
| Localisation de l'Ukraine en Europe                                                                                      |

| Localisation de l'Ukraine en Europe |

## Liste
| Image | Nom (polonais/ukrainien)                                                                                    | Pays    | Lieu                                                                | Commentaires |
| ----- | --- | ------- | ------------------------------------------------------------------- | --- |
|       | pl:Św. Paraskewy w Radrużu uk:Св. Параскеви (Радруж)                                                        | Pologne | Radruż 50° 10′ 35″ N, 23° 24′ 03″ E Voïvodie des Basses-Carpates    | Église Sainte-Parascève de Radruż : construite vers 1583, de rite gréco-catholique, aujourd'hui un musée consacré à la culture des zones frontalières orientales (0,30 ha, zone tampon de 2,11 ha).                                                                                     |
|       | pl:Narodzenia Przenajświętszej Bogurodzicy w Chotyńcu uk:Різдва Пресвятої Богородиці (Хотинець)             | Pologne | Chotyniec 49° 57′ 11″ N, 23° 00′ 10″ E Voïvodie des Basses-Carpates | Église de la Nativité de la Bienheureuse Vierge Marie de Chotyniec : édifiée aux environs de 1600, et dédiée au rite gréco-catholique ukrainien (0,67 ha, zone tampon de 4,34 ha). |
|       | pl:Św. Michała Archanioła w Smolniku uk:Архангела Михаїла                                                   | Pologne | Smolnik 49° 12′ 35″ N, 22° 41′ 16″ E Voïvodie des Basses-Carpates   | Église de l'Archange Saint-Michel de Smolnik : construite en 1791, d'origine gréco-catholique ukrainienne. Le village est aujourd'hui désert et l'église utilisée par la communauté catholique romaine (0,35 ha, zone tampon de 34,85 ha).                                              |
|       | pl:Św. Michała Archanioła w Turzańsku uk:Архангела Михаїла (Туринськ)                                       | Pologne | Turzańsk 49° 22′ 09″ N, 22° 07′ 44″ E Voïvodie des Basses-Carpates  | Église de l'Archange Saint-Michel de Turzańsk : construite en 1801-1803, de rite orthodoxe (0,30 ha, zone tampon de 3,02 ha). |
|       | pl:Św. Jakuba uk:св. Якова                                                                                  | Pologne | Powroźnik 49° 22′ 11″ N, 20° 57′ 02″ E Voïvodie de Petite-Pologne   | Église Saint-Jacques-le-Mineur : construite vers 1600, avec addition de la tour vers 1770-1780. D'origine gréco-catholique ukrainienne. Utilisée par la communauté romaine catholique depuis l'opération Vistule (0,71 ha, zone tampon de 1,10 ha) .                                    |
|       | pl:Opieki Matki Bożej uk:Покрови Пресвятої Богородиці                                                       | Pologne | Owczary 49° 35′ 19″ N, 21° 11′ 28″ E Voïvodie de Petite-Pologne     | Église Notre-Dame de Protection : datée de 1653. D'origine gréco-catholique ukrainienne, mais partagée avec la communauté romaine catholique depuis l'opération Vistule (0,38 ha, zone tampon de 2,87 ha).                                                                              |
|       | pl:Św. Paraskewy w Kwiatoniu uk:Св. Параскеви (Квятонь)                                                     | Pologne | Kwiatoń 49° 30′ 05″ N, 21° 10′ 22″ E Voïvodie de Petite-Pologne     | Église Sainte-Parascève de Kwiatoń : datée du XVIIe siècle. D'origine gréco-catholique ukrainienne, mais partagée avec la communauté romaine catholique depuis l'opération Vistule (0,16 ha, zone tampon de 1,82 ha).                                                                   |
|       | pl:Św. Michała Archanioła w Brunarach uk:Архангела Михаїла (Брунари)                                        | Pologne | Brunary 49° 32′ 02″ N, 21° 01′ 56″ E Voïvodie de Petite-Pologne     | Église de l'Archange Saint-Michel de Brunary : construite en 1797. D'origine orthodoxe. Utilisée par la communauté romaine catholique depuis l'opération Vistule (0,32 ha, zone tampon de 3,36 ha).                                                                                     |
|       | uk:Св. Духа (Потелич) pl:Św. Ducha w Potyliczu                                                              | Ukraine | Potelych 50° 12′ 31″ N, 23° 33′ 03″ E Oblast de Lviv                | Église de la Descente-du-Saint-Esprit de Potelych : construite en 1502, c'est une des plus anciennes églises encore subsistantes. D'origine orthodoxe, elle est utilisée par la communauté gréco-catholique ukrainienne (0,19 ha, zone tampon de 1,10 ha).                              |
|       | uk:Собору Пресвятої Богородиці pl:Najświętszej Bogurodzicy                                                  | Ukraine | Matkiv 48° 54′ 56″ N, 23° 06′ 32″ E Oblast de Lviv                  | Église de la Synaxe de la Sainte Vierge Marie de Matkiv : édifiée en 1838. Reconsacrée à saint Démétrios de Thessalonique en 1989 et utilisée par la communauté gréco-catholique (0,16 ha, zone tampon de 1,16 ha).                                                                     |
|       | uk:святої Трійці (Жовква) pl:Św. Trójcy w Żółkwi                                                            | Ukraine | Jovkva 50° 03′ 19″ N, 23° 58′ 56″ E Oblast de Lviv                  | Église de la Sainte-Trinité de Jovkva : construite en 1720. Elle est utilisée par la communauté gréco-catholique (0,25 ha, zone tampon de 1,06 ha). |
|       | uk:Св. Юра (Дрогобич) pl:Św. Jerzego w Drohobyczu                                                           | Ukraine | Drohobytch 49° 20′ 52″ N, 23° 29′ 59″ E Oblast de Lviv              | Église Saint-Georges de Drohobytch : construite dans la seconde moitié du XVIIe siècle. Considérée comme un sommet de la construction de dômes en bois, l'église a été bâtie pour une communauté ruthène. Elle est actuellement utilisée comme musée (0,18 ha, zone tampon de 1,06 ha). |
|       | uk:Св. Духа (Рогатин) pl:Św. Ducha w Rohatyniu                                                              | Ukraine | Rohatyn 49° 24′ 37″ N, 24° 36′ 10″ E Oblast d'Ivano-Frankivsk       | Église de la Descente-du-Saint-Esprit de Rohatyn : édifiée au début du XVIe siècle. L'église est utilisée aujourd’hui comme musée, avec une importante collection d'icônes et de mobilier des XVIe-XIXe siècles, provenant des églises environnantes (0,49 ha, zone tampon de 1,47 ha). |
|       | uk:Різдва Пресвятої Богородиці (Нижній Вербіж) pl:Narodzenia Przenajświętszej Bogurodzicy w Werbiążu Niżnym | Ukraine | Nijni Verbij 48° 29′ 55″ N, 25° 00′ 41″ E Oblast d'Ivano-Frankivsk  | Église de la Nativité de la Bienheureuse Vierge Marie de Nijni Verbij : construite vers 1808-1810, elle est aujourd'hui utilisée par l'Église orthodoxe d'Ukraine (Patriarcat de Kiev) (2,22 ha, zone tampon de 31,11 ha).                                                              |
|       | uk:Вознесіння Господнього (Ясіня) pl:Wniebowstąpienia Pańskiego w Jasinie                                   | Ukraine | Yasinia 48° 16′ 30″ N, 24° 21′ 11″ E Oblast de Transcarpatie        | Église de l'Ascension de Yasinia : édifiée en 1824. Son utilisation est partagée entre les communautés orthodoxe et gréco-catholique (0,13 ha, zone tampon de 0,49 ha. |
|       | uk:Св. Михайла (Ужок) pl:Św. Michała Archanioła w Użoku                                                     | Ukraine | Oujok 48° 59′ 02″ N, 22° 51′ 16″ E Oblast de Transcarpatie          | Église Saint-Michel d'Oujok : construite en 1745, utilisée par la communauté orthodoxe (0,12 ha, zone tampon de 1,81 ha). |